# Machtergreifung
Machtergreifung est une expression allemande signifiant « prise de pouvoir ». 

Affiche du Kreisleitung de Strasbourg, de janvier 1943, relative à la célébration du 10e anniversaire de la prise du pouvoir par Hitler.

Elle est principalement utilisée pour décrire la captation du pouvoir par les nazis au sein de la République de Weimar en date du 30 janvier 1933, jour où Adolf Hitler fut désigné chancelier du Reich.
Le terme Machtübernahme est parfois également utilisé.